# Milevo
Milevo (bulgariska: Милево) är ett distrikt i Bulgarien.   Det ligger i kommunen Obsjtina Sadovo och regionen Plovdiv, i den centrala delen av landet, 160 km öster om huvudstaden Sofia.
Trakten runt Milevo består till största delen av jordbruksmark. Runt Milevo är det ganska tätbefolkat, med 52 invånare per kvadratkilometer.